# Merionoedina apicalis
Merionoedina apicalis là một loài bọ cánh cứng trong họ Cerambycidae.